# Kamień runiczny z Killaloe
Kamień runiczny z Killaloe – kamień runiczny znajdujący się w kościele św. Flannana w Killaloe w hrabstwie Clare w Irlandii. Wyryte są na nim dwie inskrypcje: skandynawska, zapisana pismem runicznym oraz celtycka, zapisana pismem ogamicznym. Jest to jedyny znany tego typu dwujęzyczny kamień runiczny.
Odnaleziony w 1916 roku głaz pierwotnie stanowił przypuszczalnie podstawę wysokiego krzyża. Wyryta na nim inskrypcja datowana jest na około 1000 rok. Kamień ma 0,89 m wysokości, 0,46 m szerokości i grubość 0,20 m.
Napis runiczny głosi:
þurkrim:risti (k)rusþina
„Thorgrímr wzniósł ten krzyż”
Natomiast napis ogamiczny ma treść:
beandac(h)t (ar) Toreaqr(im)
„błogosławieństwo dla Thorgrímra”